# La Probabilité statistique de l'amour au premier regard
Pour plus de détails, voir Fiche technique et Distribution.
La Probabilité statistique de l'amour au premier regard (Love at First Sight) est un film américain réalisé par Vanessa Caswill, sorti en 2023.

## Synopsis
Hadley et Olivier ont un coup de foudre dans un avion et vont essayer de se retrouver.

## Fiche technique
- Titre : La Probabilité statistique de l'amour au premier regard
- Titre original : Love at First Sight
- Réalisation : Vanessa Caswill
- Scénario : Katie Lovejoy d'après le roman de Jennifer E. Smith
- Musique : Paul Saunderson
- Photographie : Luke Bryant
- Montage : Michelle Harrison et Joe Klotz
- Production : Matthew Kaplan
- Société de production : Ace Entertainment
- Pays :  États-Unis et  Royaume-Uni
- Genre : Drame et romance
- Durée : 91 minutes
- Dates de sortie : 
  - Netflix : 15 septembre 2023

## Distribution
- Haley Lu Richardson : Hadley Sullivan
- Ben Hardy : Oliver Jones
- Rob Delaney : Andrew Sullivan
- Katrina Nare : Charlotte
- Jameela Jamil : la narratrice
- Tom Taylor : Luther Jones
- Dexter Fletcher : Val Jones
- Sally Phillips : Tessa Jones
- Tracy Wiles : Mme. O'callaghan
- Philip Bird : M. O'callaghan
- Ibinabo Jack : la demoiselle d'honneur Shanti
- Jessica Ransom : la demoiselle d'honneur Bertie
- Doña Croll : la femme au chapeau Elizabeth
- Leigh Quinn : la demoiselle d'honneur Jasmine
- Stephan Boyce : Monty
- Kerry Howard : la demoiselle d'honneur Violet
- Andromeda Godfrey : Cate Sullivan
- Buddy Powell : Oliver enfant
- Jasper Hawes : Luther enfant
- David Rubin : Dr. Doyle

## Accueil
Le film a reçu un accueil mitigé de la critique. Il obtient un score moyen de 55 % sur Metacritic.